# Lepidodexia diversinervis
Lepidodexia diversinervis är en tvåvingeart som först beskrevs av Wulp 1895.  Lepidodexia diversinervis ingår i släktet Lepidodexia och familjen köttflugor. Inga underarter finns listade i Catalogue of Life.